# Badonvilliers-Gérauvilliers
Badonvilliers-Gérauvilliers ist eine französische Gemeinde mit 127 Einwohnern (Stand 1. Januar 2022) im Département Meuse in der Region Grand Est (bis 2015 Lothringen).

## Geografie
Die Gemeinde liegt etwa 40 Kilometer südwestlich von Nancy.

## Geschichte
Die Gemeinde wurde 1973 aus den Gemeinden Badonvilliers und Gérauvilliers gebildet.

### Bevölkerungsentwicklung
| Jahr      | 1962 | 1968 | 1975 | 1982 | 1990 | 1999 | 2005 | 2010 | 2019 |
| Einwohner | 105  | 116  | 160  | 125  | 126  | 131  | 157  | 140  | 132  |

## Sehenswürdigkeiten
- Kirche Saint-Martin

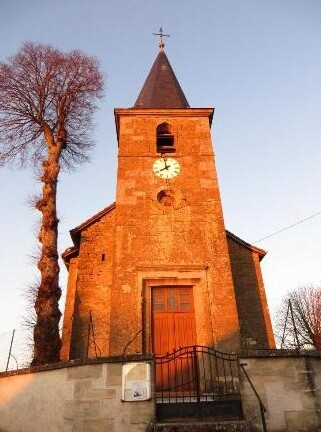
Kirche Saint-Martin in Gérauvilliers